# Сарагосский договор
Сарагoсский договoр (исп. Tratado de Zaragoza; порт. Tratado de Saragoça) — мирный договор между Королевством Кастилией и Португалией, подписанный 22 апреля 1529 года королём Жуаном III и королём Карлосом V  в испанском городе Сарагоса. Договор определил районы кастильского и португальского влияния в Азии, чтобы решить «проблему Молуккских островов», возникшую из-за того, что оба королевства претендовали на Молуккские острова, утверждая, что они находятся в пределах их зоны влияния, установленной Тордесильясским договором в 1494 году. Конфликт начался в 1520 году, когда экспедиции обоих королевств достигли Тихого океана, поскольку на востоке не было установлено согласованной демаркационной линии.

## Предыстория: проблема Молуккских островов
В 1494 году Кастилия и Португалия подписали Тордесильясский договор, разделив мир на две области исследования и колонизации: кастильскую и португальскую. Им был установлен меридиан в Атлантическом океане, области к западу от линии отошли Испании, областями к востоку завладела Португалия.
В 1511 году Афонсу де Альбукерке захватил Малакку, тогдашний центр азиатской торговли, подняв над ней португальский флаг. Получив сведения о местоположении так называемых «островов пряностей» — островов Банда, Тернате и Тидоре Молуккского архипелага, тогда единственном в мире источнике мускатного ореха и гвоздики, Альбукерке послал экспедицию во главе с Антониу де Абреу на поиски Молуккских островов, особенно островов Банда. Экспедиция прибыла на место в начале 1512 года, пройдя по пути через Малые Зондские острова, участники стали первыми европейцами, которые туда попали. Прежде чем достичь Банда, исследователи посетили острова Буру, Амбон и Серам. Позже, после разделения сил экспедиции из-за кораблекрушения, вице-командующий Абреу Франсишку Серран получил у местного султана разрешение на строительство португальской крепости-фактории: Форт Святого Иоанна Крестителя на Тернате.
Письма Серрана к Фернану Магеллану, описывающие «Острова специй», помогли тому убедить испанскую корону профинансировать первое в истории кругосветное плавание. 6 ноября 1521 года флот Магеллана достиг Молуккских островов, «колыбели всех специй». Прежде чем Магеллан и Серран смогли встретиться на Молуккских островах, Серран погиб на острове Тернате, почти в то же время Магеллан погиб в битве при Мактане на Филиппинах.
После экспедиции Магеллана (1519—1522 гг.) Карл V направил вторую экспедицию под руководством Гарсии Хофра де Лоайса для колонизации островов, основываясь на утверждении, что они находились в кастильской зоне, согласно Тордесильясскому договору. После некоторых трудностей экспедиция достигла Молуккских островов, пришвартовавшись на Тидоре, где испанцы основали форт. Разразился неизбежный конфликт с португальцами, которые уже обосновались на Тернате. После года борьбы испанцы потерпели поражение, но, несмотря на это, последовало почти десятилетие стычек из-за владения островами.

## Переговоры
В 1524 году оба королевства организовали дипломатический комитет «Junta de Badajoz-Elvas» для разрешения спора. Каждая корона назначила трёх астрономов и картографов, трёх навигаторов и трёх математиков, которые сформировали комитет, чтобы установить точное местоположение антимеридиана Тордесильяс, и целью было разделить весь мир на два равных полушария.
Говорят, что на этой встрече произошла забавная история. По словам кастильского писателя Пьетро Мартира д’Ангиера, маленький мальчик остановил португальскую делегацию и спросил, правда ли, что они намерены разделить мир. Делегация ответила утвердительно. Мальчик обнажил свой зад и предложил провести свою линию через щель в его заднице.
Комитет встречался несколько раз в Бадахосе и Элваше, не достигнув соглашения. Географические знания в то время были неадекватными для точного определения долготы, и каждая группа выбирала карты или глобусы, показывающие, что острова находятся в их полушарии. Жуан III и Карл V согласились не отправлять кого-либо ещё на Молуккские острова, пока не будет установлено, в чьём полушарии они находятся.
Между 1525 и 1528 годами Португалия отправила несколько экспедиций в район вокруг Молуккских островов. Гомес де Секейра и Диого да Роша были посланы губернатором Тернате Хорхе де Менезишем к Сулавеси (также уже посещённому Симау де Абреу в 1523 году) и на север. Они стали первыми европейцами, которые достигли Каролинских островов, которые назвали «Острова де Секейра». Исследователи, такие как Мартим Афонсо де Мело (1522-24) и, возможно, Гомес де Секейра (1526—1527).), высадились на островах Ару и Танимбар. В 1526 году Хорхе де Менезес достиг северо-западной Папуа-Новой Гвинеи, высадившись в Биаке на островах Биак, а оттуда отплыл в Вайгео на полуострове Чендравасих.
С другой стороны, в дополнение к экспедиции Лоайса из Испании на Молуккские острова (1525—1526 гг.) кастильцы направили туда экспедицию через Тихий океан во главе с Альваро де Сааведра (1528 г.) (подготовленную Эрнаном Кортесом), для того, чтобы потеснить португальцев в регионе. Члены экспедиции Лоайса были взяты в плен португальцами, которые вернули выживших в Европу по западному маршруту. Альваро де Сааведра достиг Маршалловых островов и в двух неудачных попытках вернуться с Молуккских островов через Тихий океан исследовал часть западной и северной Новой Гвинеи, также достигнув островов Биак и обнаружив Япен, а также Острова Адмиралтейства и Каролины.
10 февраля 1525 года младшая сестра Карла V Екатерина Австрийская вышла замуж за Жуана III Португальского, а 11 марта 1526 года Карл V женился на сестре короля Жуана Изабелле Португальской. Эти свадьбы укрепили связи между двумя коронами, способствуя достижению соглашения относительно Молуккских островов. Императору было выгодно избежать конфликта, чтобы он мог сосредоточиться на своей европейской политике, и тогда испанцы не знали, как доставить специи с Молуккских островов в Европу восточным путём. Маршрут Манила-Акапулько был открыт Андресом де Урданетой только в 1565 году.

## Договор
В Сарагосском договоре предусматривалось, что восточная граница между двумя зонами составляет 297+1⁄2 лиги (1763 километра, 952 морских мили) или 17 ° к востоку от островов Малуку. Договор включал оговорку, что сделка может быть расторгнута в любой момент, если император Карл захочет этого, причём португальцам будут возмещены уплаченные деньги. Однако этого не произошло, потому что испанскому монарху отчаянно нужны были португальские деньги, чтобы финансировать войну Коньякской лиги против своего главного соперника — короля Франции Франциска I Валуа.
Договор не уточнил и не изменил демаркационную линию, установленную Тордесильясским договором, и не подтвердил претензию Испании на равные полушария (180° каждое), поэтому две линии разделили Землю на неравные части. Часть Португалии составляла примерно 191° от окружности Земли, а часть Испании была примерно 169°. Существовала неопределённость ±4° в отношении точного размера обеих частей из-за различий во взглядах на точное местоположение Тордесильясской линии.
В соответствии с договором, Португалия получила контроль над всеми землями и морями к западу от линии, включая всю Азию и соседние острова, которые уже «открыты», в результате чего Испания получила большую часть Тихого океана. Хотя Филиппины не были упомянуты в договоре, Испания косвенно отказалась от каких-либо претензий на них, потому что они находились далеко к западу от линии. Тем не менее, к 1542 году король Карл V решил колонизировать Филиппины, предполагая, что Португалия не будет протестовать слишком энергично, потому что на архипелаге не было специй. Хотя он потерпел неудачу, тем не менее в 1565 году король Филипп II преуспел, основав первый испанский торговый пост в Маниле. Как и ожидал его отец, сопротивление со стороны португальцев было незначительно.
В более поздние времена португальская зона колонизации в Бразилии простиралась далеко к западу от линии, определённой в Тордесильясском договоре, и до того, что должно было быть испанской территорией.
Сарагосский договор утратил силу по Сан-Ильдефонсскому договору 1777 года.